# Gouvernement provisoire de Thrace occidentale
31 août 1913 – 25 octobre 1913
Entités précédentes :
- Royaume de Bulgarie

Entités suivantes :
- Royaume de Bulgarie

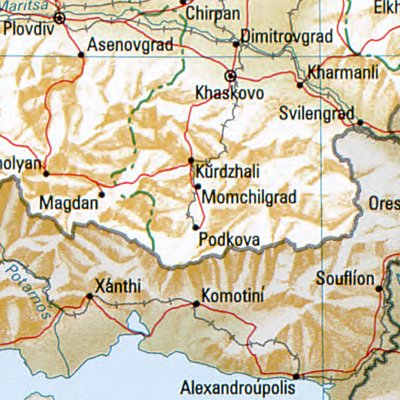
Carte de situation de Komotini en Grèce – sur une carte contemporaine de la région. Gümülcine (en bulgare Гюмюрджина, translittération internationale Gjumjurdžina), le nom bulgaro-turc de la ville, donna son nom à la « République de Gümülcine » (en bulgare Гюмюрджинска република, translittération internationale Gjumjurdžinska republika), qui constitue aujourd’hui encore l’appellation utilisée en Bulgarie pour désigner la République de Thrace occidentale.

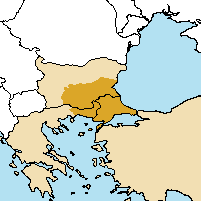
Situation de la Thrace sur une carte indiquant les frontières actuelles. La Thrace occidentale est aujourd’hui située en Grèce du nord-est, la Thrace orientale constitue la partie européenne de la Turquie. La Thrace du nord se trouve aujourd’hui en Bulgarie méridionale, dans les Rhodopes et dans la plaine de Thrace.

Le Gouvernement provisoire de Thrace occidentale (en turc osmanli : غربی تراقیا حكومت موقتهس/Garbî Trakya Hükûmet-i Muvakkatesi) ou, après le changement officiel de dénomination, Gouvernement indépendant de Thrace occidentale (en turc osmanli : غربی تراقیا حكومت مستقله سى/Garbî Trakya Hükûmet-i Müstakilesi) était une entité étatique de Thrace occidentale qui fut en même temps la première république de l’histoire de la Turquie. Les Turcs de Thrace occidentale l’appellent « République turque de Thrace occidentale » (en turc Batı Trakya Türk Cumhuriyeti). Sa capitale était Gümülcine (nom turc de la ville actuelle de Komotini, aujourd’hui en Grèce), raison pour laquelle elle est souvent dénommée « République de Gümülcine ». L’entité ne bénéficia d’aucune reconnaissance internationale. Jusqu’aux guerres balkaniques, la Thrace occidentale faisait partie de l’Empire ottoman, qui perdit la quasi-totalité de ses territoires balkaniques, y compris la Thrace occidentale, pendant ces conflits. La République de Thrace occidentale fut soutenue par l’Empire ottoman, mais surtout par la Grèce, à qui ce territoire n’appartenait pas encore, mais qui le revendiquait (cf. Megáli Idéa). En revanche, la Bulgarie exigea la fin de cette république, qui n’eut qu’une durée de vie éphémère (56 jours) et constitua pour l’essentiel une réaction contre la domination de l’élément bulgare dans la région.

## Histoire
Au cours de la Première Guerre balkanique (1912-1913), dirigée contre l’Empire ottoman, l’armée bulgare parvint à conquérir l’ensemble de la Thrace. Cependant, pendant la Deuxième Guerre balkanique (21 juin-10 août 1913), les troupes bulgares durent se retirer de la région, afin de se retourner en direction de l’ouest, contre la Grèce et la Serbie. Seule, l’administration militaire mise en place après le traité de Londres du 30 mai 1913 demeura en place.
Le 27 juillet 1913, l’armée bulgare commença à se retirer de Gümülcine pour des raisons stratégiques, car une attaque grecque menaçait. Elle se retira en direction de Momčilgrad, jusqu’au col de Makasa (au sud du village de Podkova). Le 28 juillet, la population de Gümülcine se rebella contre l’administration bulgare. Le 2 août, des troupes grecques provenant de Porto Lago s’emparèrent de Gümülcine.
Cependant, le 10 août 1913, le traité de Bucarest plaça la Thrace occidentale sous souveraineté bulgare, ce que refusèrent les populations turques et grecques qui y vivaient mais fut accepté par les gouvernements ottoman et grec. Face à la menace du retour des troupes bulgares, des francs-tireurs d’Edirne conduits par le dirigeant de la Teşkilat-ı Mahsusa (services secrets des Jeunes-Turcs) Eşref Kuşçubaşı pénétrèrent en Thrace occidentale et créèrent une organisation militaire des Turcs et Pomaks. Les Grecs livrèrent également des armes aux insurgés, qui prirent le contrôle de Gümülcine le 31 août. Le jour même, Hoca Salih Efendi proclama le Gouvernement provisoire de Thrace occidentale (en turc osmanli Garbî Trakya Hükûmet-i Muvakkatesi), dont la ville de Gümülcine fut déclarée capitale. Süleyman Askeri devint chef d’état-major général. Le drapeau de la république, symbolisant la liberté (couleur blanche), les atrocités commises dans les Balkans (couleur noire), l’islam (couleur verte) et la nation turque (croissant et étoiles), fut hissé le 31 août à Gümülcine et le 1er septembre à İskeçe (aujourd’hui Xánthi). Des timbres furent imprimés, un hymne national, Ey Batı Trakyalı, fut composé. Le gouvernement, où siégeaient également un Grec et un juif, représentait tous les groupes de la population de la région, à l’exception des Bulgares de confession chrétienne. Plus tard, le gouvernement confia à Samuel Karaso, de confession juive, la création d’une agence de presse. Le journal Müstakil/Indépendant fut publié en langue turque et française. Cependant, le nouveau gouvernement fut considéré par les gouvernements ottomans et bulgares comme contraire à leurs intérêts. La Sublime Porte fit revenir les francs-tireurs et demanda que le gouvernement séparatiste lui rende le pouvoir. Le 25 septembre 1913, le gouvernement changea de nom pour s’appeler « Gouvernement indépendant de Thrace occidentale » (en turc osmanli Garbî Trakya Hükûmet-i Müstakilesi) et déclara agir dorénavant de façon totalement indépendante du gouvernement ottoman. Eşref Kuşçubaşı écrivit le même jour une lettre dans ce sens à la Sublime Porte. La Grèce avait auparavant cédé au nouvel État les ports de Dedeağaç (aujourd’hui Alexandroúpoli) et de Feres, qui débordaient de réfugiés bulgares en provenance de Thrace occidentale et d’Asie Mineure, souhaitant ainsi éviter une guerre entre la Bulgarie et l’Empire ottoman qui menaient à ce moment des négociations à Constantinople. La Grèce promit également des livraisons d’armes au nouvel État de Thrace occidentale.
Le traité de Constantinople fut finalement signé le 29 septembre 1913 entre la Bulgarie et l’Empire ottoman. À la consternation des responsables de la République de Thrace occidentale, la Sublime Porte reconnut la souveraineté bulgare sur la Thrace occidentale. La République fut invitée à remettre à la Bulgarie le pouvoir qu’elle exerçait sur le territoire, et ceci avant le 25 octobre 1913. Ahmet Cemal Paşa se rendit au début d’octobre 1913 en Thrace occidentale afin de convaincre le gouvernement et la population d’accepter cette cession, ce qu’il parvint à faire. Parmi les raisons de cette politique de la Sublime Porte, il faut noter la peur d’une invasion russe en Anatolie orientale dans le cas où une paix ne serait pas signée avec la Bulgarie, ainsi que la pression exercée par le ministre des finances Mehmet Cavit Bey en faveur d’un traité avec la Bulgarie, dans le but d’obtenir un crédit de la France. Enfin, Enver Paşa, partisan de la République de Thrace orientale, souffrant, ne joua aucun rôle politique à ce moment.
Le 19 octobre, l’armée bulgare, accompagnée d’officiers turcs, pénétra en Thrace occidentale. Des restes d’unités de bachi-bouzouks et des soulèvements armés essayèrent de s’y opposer, mais furent balayés. Après avoir pris le contrôle du territoire, le gouvernement bulgare s’adressa par un manifeste à la population, en promettant une cohabitation pacifique de toutes les ethnies.
La république ne dura que 56 jours. Son drapeau est aujourd’hui le drapeau inofficiel des Turcs de Thrace occidentale, qui sont citoyens grecs depuis la signature du traité de Sèvres en 1920. Seul groupe de population turque à ne pas avoir été concerné par les « échanges de population » consécutifs au traité de Lausanne (1923), ils bénéficient du statut de minorité religieuse.

## Population

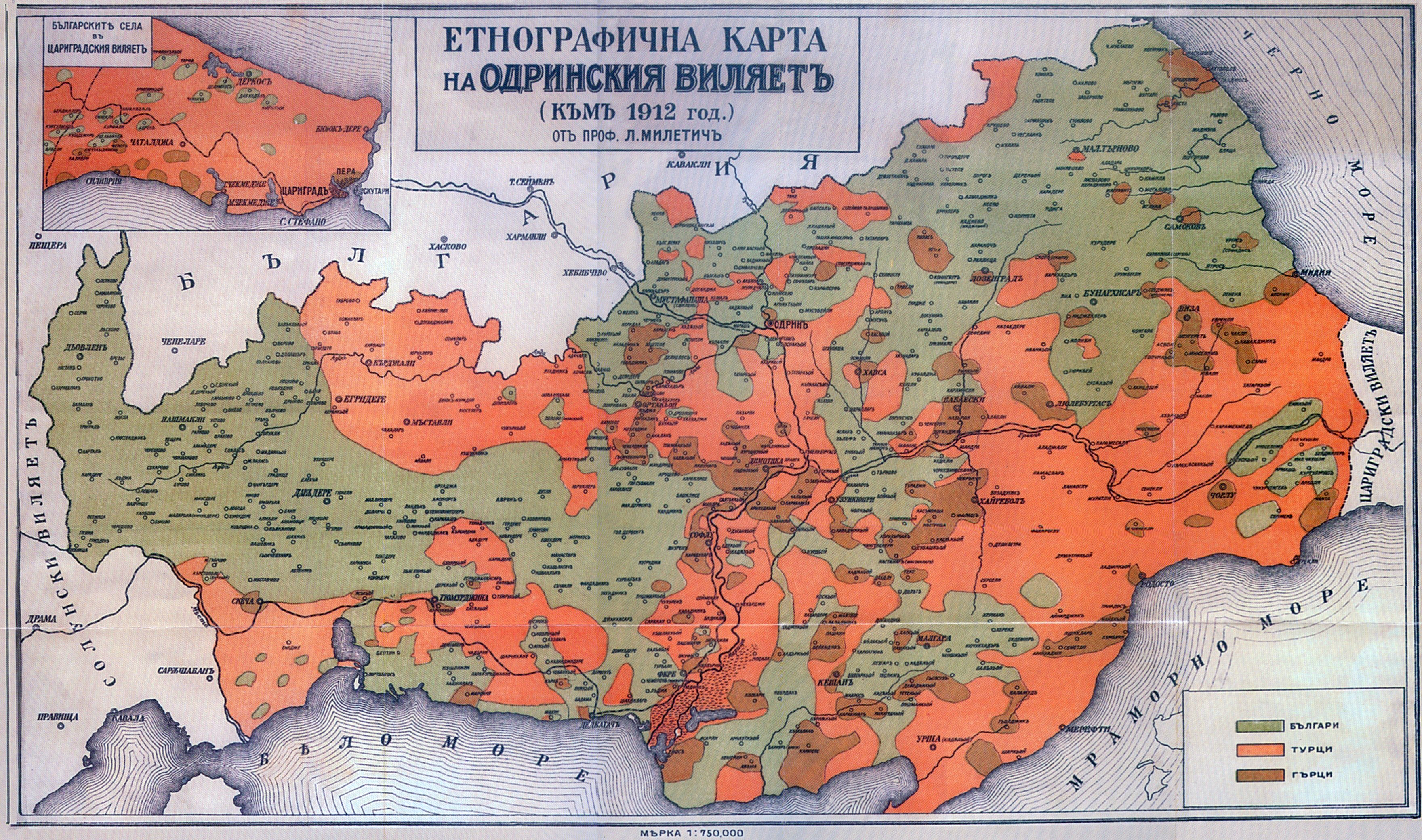
Carte ethnographique du Vilayet d'Édirne vers 1912, par Ljubomir Miletič (1918). Vert : Bulgares, rouge : Turcs, brun : Grecs.

La population totale de la Thrace occidentale était en 1913 d’environ 234 700. 
La composition ethnique et religieuse était la suivante:
|                                         | Gouvernement provisoire de Thrace occidentale |             |
|                                         | Nombre                                        | Pourcentage |
| TOTAL                                   | 234 700                                       | 100         |
| Musulmans (Turcs, Bulgares, Roms, etc.) | 185 000                                       | 78,82       |
| Bulgares orthodoxes                     | 25 500                                        | 10,86       |
| Grecs orthodoxes                        | 22 000                                        | 9,37        |
| Juifs, Arméniens etc.                   | 2 200                                         | 0,94        |

## Le point de vue bulgare
Le royaume bulgare s’étendait, à l’époque de son extension territoriale maximale, jusqu’à la mer Égée (cf. Premier État bulgare). Pendant les 500 ans de domination ottomane, les différentes nationalités ne furent pas chassées de leurs territoires historiques, mais subissaient des impôts plus lourds, ainsi que la pratique du devşirme. La classe dirigeante était composée pour l’essentiel de Turcs installés dans le pays, et des Turcs des classes inférieures s’installèrent également en Bulgarie. C’est ainsi que la Thrace occidentale fut également soumise à un brassage de populations. La question de savoir si les musulmans de Bulgarie sont à l’origine des Turcs ou des Bulgares convertis volontairement (par exemple dans le but d’obtenir des avantages fiscaux) ou de force à l’islam et dont une partie a été assimilée en adoptant la langue turque divise jusqu’à aujourd’hui les historiens bulgares et turcs, qui se réfèrent à des sources contradictoires.
Dans les Rhodopes, les Pomaks (musulmans bulgarophones) réussirent à obtenir une certaine autonomie. La République séparatiste pomaque de Tămrăš institua ainsi en 1880 des visas pour les voyageurs venant de Roumélie orientale.
Après l’annexion de la Roumélie orientale par la principauté de Bulgarie en 1885, une partie des Rhodopes revint à l’Empire ottoman, en vertu de la convention de Tophane (1886). Pendant la Première Guerre balkanique (octobre 1912-mai 1913), ces territoires furent rattachés à la Bulgarie.
Il n’existe pas de données fiables sur la composition ethnique du territoire avant 1912. En effet, l’administration ottomane ne produisait des statistiques qu’en fonction de l’appartenance religieuse et non de l’appartenance ethnique. Selon des estimations prudentes, environ 180 000 Bulgares (chrétiens et musulmans) vivaient avant les guerres balkaniques en Thrace occidentale. Pendant ces guerres, des musulmans furent également christianisés de force.
Les Turcs et les Pomaks proclamèrent le 31 août 1913 l’autonomie du territoire, dont les limites étaient les fleuves Marica et Mesta, ainsi que la rivière Arda, et fondèrent le « gouvernement indépendant de Thrace occidentale », dirigé par le hoca Sali Efendi (dit également Hafăz Sali, en bulgare Хафъз Сали), un Pomak originaire du village de Pandădžăk près de Smoljan (en bulgare Пандъджък).

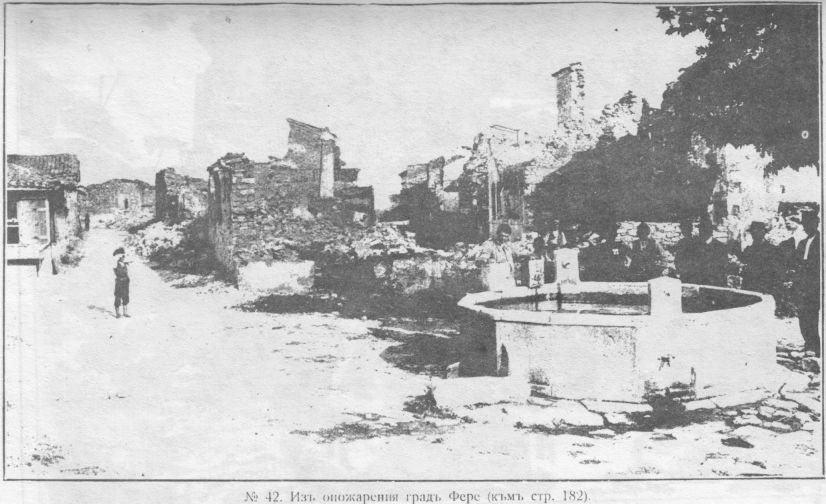
Ruines de Feres, 1913

La première décision prise par le nouveau gouvernement fut l’expulsion des Bulgares hors du territoire. Cette pratique, qualifiée aujourd’hui de nettoyage ethnique, était courante dans les Balkans depuis 1880 et expressément admise par les traités internationaux tels le traité de Berlin de 1878. Le but de ce « nettoyage » était d’éviter des revendications territoriales ultérieures, dans l’espoir que la Thrace occidentale serait plus tard rattachée à l’Empire ottoman.
Les villages bulgares furent ravagés par des troupes commandées par des officiers bachi-bouzouks surtout composées de Tcherkesses, de Lazes et de Circassiens.
La résistance des deux villages bulgares de Manastir et de Sačanli est restée célèbre en Bulgarie. Cependant, tous les Bulgares chrétiens furent forcés à l’émigration vers la Bulgarie. 18 000 des 40 000 hommes, femmes et enfants expulsés de Dedeağaç/Dedeagač furent assassinés pendant leur fuite vers la Bulgarie. Beaucoup de villes bulgares accueillirent à cette époque des réfugiés de Thrace occidentale.
La reconquête de la Thrace occidentale par les Bulgares après le traité de Bucarest, le traité de Constantinople et l’armistice de Salonique (29 octobre 1918) fut également accompagnée d’actes de violence. Outre les Bulgares qui retournèrent dans leurs villages d’origine, des réfugiés bulgares de Thrace orientale et de Macédoine du sud-ouest s’installèrent également dans la région.